# Okręgowe ligi polskie w piłce nożnej (1925)
Okręgowe ligi polskie w piłce nożnej w 1925 roku
W 1924 roku nie odbyły się rozgrywki finałowe Mistrzostw Polski. Mistrzowie okręgów w poszczególnych klasach A wystąpili w Mistrzostwach Polski rok później. Z tego powodu w roku 1925 pauzowała cała klasa A.
| Poziomy rozgrywkowe w sezonie 1925 | Poziomy rozgrywkowe w sezonie 1925 | Poziomy rozgrywkowe w sezonie 1925 |
| Rozgrywki                          | P                                  | Nazwa                              |
| ---------------------------------- | ---------------------------------- | ---------------------------------- |
| Centralne                          | I                                  | Mistrzostwa Polski                 |
| Okręgowe (8 okręgów)               | II                                 | A Klasa (pauza)                    |
| Okręgowe (8 okręgów)               | III                                | B klasa (pauza)                    |
| Okręgowe (8 okręgów)               | IV                                 | C klasa (pauza)                    |